# Trichschizotachina trinitas
Trichschizotachina trinitas är en tvåvingeart som beskrevs av Townsend 1935. Trichschizotachina trinitas ingår i släktet Trichschizotachina och familjen parasitflugor. Inga underarter finns listade i Catalogue of Life.